# Mistrzostwa świata do lat 18 w hokeju na lodzie mężczyzn
Mistrzostwa świata do lat 18 w hokeju na lodzie mężczyzn – międzynarodowy turniej hokeja na lodzie organizowany przez IIHF corocznie od 1999 r., mający na celu wyłonienie najlepszej męskiej reprezentacji na świecie w kategorii do lat 18. Zazwyczaj odbywają się w kwietniu lub na przełomie kwietnia i maja.
W głównym turnieju (mistrzostwach świata elity) uczestniczy 10 drużyn podzielonych na dwie pięciozespołowe grupy, których zwycięzcy automatycznie awansują do półfinału, dwie kolejne ekipy każdej z grup walczą o awans do półfinału, zaś czwarta i piąta drużyna walczy o utrzymanie w elicie.
Zazwyczaj w tej imprezie nie uczestniczą najlepsi zawodnicy z danego rocznika, co jest spowodowane trwającym sezonem lig juniorskich w Ameryce Północnej, w tym Canadian Hockey League.

## System
System mistrzostw opiera się na hierarchiczności dywizji, powiązanych ze sobą zasadą awansów i spadków. Państwa, które zajmą pierwsze pozycje w danej części mistrzostw wspinają się po stopniach „piramidy” coraz wyżej, zaś te plasujące się na ostatnich lokatach spadają w dół do coraz poziomów mistrzostw. Teoretycznie jest możliwe, aby państwo z najniższej dywizji, awansując rok po roku wygrał mistrzostwo świata.
Obecnie w mistrzostwach świata bierze udział 43 reprezentacje narodowe. Są one podzielone na:
- Elitę: gra w niej 10 zespołów podzielonych na 2 grupy. Tylko zespoły z elity mają szanse na zdobycie mistrzostwa świata
- I dywizję: gra w niej 12 zespołów podzielonych na 2 grupy (silniejszą A i słabszą B)
- II dywizję: gra w niej 12 zespołów podzielonych na 2 grupy (silniejszą A i słabszą B)
- III dywizję: gra w niej 10 zespołów podzielonych na 2 grupy (silniejszą A i słabszą B)

Rozgrywki elity podzielone są na dwie fazy. Pierwsza faza to rozgrywki grupowe, a druga to rozgrywki pucharowe i walka o utrzymanie. Do fazy pucharowej przystępują zespoły, które zajęły pierwsze trzy miejsca w dwóch grupach. Zwycięzcy grup mają zapewniony bezpośredni awans do półfinałów, zaś drużyny z drugich i trzecich miejsc awansują do ćwierćfinałów. Od tej części turnieju obowiązuje system pucharowy. Zwycięzca meczu przechodzi do następnej rundy, zaś przegrany kończy walkę o złoty medal. Zwycięzca finału zdobywa tytuł mistrza świata. Natomiast do walki o utrzymanie przystępują dwa najgorsze zespoły z fazy grupowej. Zespoły te zostają przydzielone do jednej czteroosobowej grupy. Do I dywizji spadają zespoły z dwóch ostatnich miejsc.
W niższych dywizjach tzn.: pierwszej, drugiej i trzeciej obowiązuje nieco inny system rozgrywek. Nie ma fazy pucharowej, a drużyn podzielone są na dwie grupy. Zwycięzca danej grupy awansuje o jeden szczebel wyżej w hierarchii mistrzostw, zaś ostatnie drużyny spadają o jeden szczebel niżej.

## Edycje
| Rok i miejsce turnieju elity       | Złoto                               | Srebro                              | Brąz                                |
| 1999 Füssen / Kaufbeuren           | Finlandia                           | Szwecja                             | Słowacja                            |
| 2000 Kloten / Weinfelden           | Finlandia                           | Rosja                               | Szwecja                             |
| 2001 Helsinki / Lahti / Heinola    | Rosja                               | Szwajcaria                          | Finlandia                           |
| 2002 Trnawa / Pieszczany           | Stany Zjednoczone                   | Rosja                               | Czechy                              |
| 2003 Jarosław                      | Kanada                              | Słowacja                            | Rosja                               |
| 2004 Mińsk                         | Rosja                               | Stany Zjednoczone                   | Czechy                              |
| 2005 Pilzno / Czeskie Budziejowice | Stany Zjednoczone                   | Kanada                              | Szwecja                             |
| 2006 Ängelholm / Halmstad          | Stany Zjednoczone                   | Finlandia                           | Czechy                              |
| 2007 Tampere / Rauma               | Rosja                               | Stany Zjednoczone                   | Szwecja                             |
| 2008 Kazań                         | Kanada                              | Rosja                               | Stany Zjednoczone                   |
| 2009 Fargo / Moorhead              | Stany Zjednoczone                   | Rosja                               | Finlandia                           |
| 2010 Mińsk                         | Stany Zjednoczone                   | Szwecja                             | Finlandia                           |
| 2011 Crimmitschau / Drezno         | Stany Zjednoczone                   | Szwecja                             | Rosja                               |
| 2012 Brno / Znojmo                 | Stany Zjednoczone                   | Szwecja                             | Kanada                              |
| 2013 Soczi                         | Kanada                              | Stany Zjednoczone                   | Finlandia                           |
| 2014 Lappeenranta / Imatra         | Stany Zjednoczone                   | Czechy                              | Kanada                              |
| 2015 Zug / Lucerna                 | Stany Zjednoczone                   | Finlandia                           | Kanada                              |
| 2016 Grand Forks                   | Finlandia                           | Szwecja                             | Stany Zjednoczone                   |
| 2017 Poprad / Nowa Wieś Spiska     | Stany Zjednoczone                   | Finlandia                           | Rosja                               |
| 2018 Czelabińsk / Magnitogorsk     | Finlandia                           | Stany Zjednoczone                   | Szwecja                             |
| 2019 Örnsköldsvik / Umeå           | Szwecja                             | Rosja                               | Stany Zjednoczone                   |
| 2020 Plymouth / Ann Arbor          | Odwołane z powodu pandemii COVID-19 | Odwołane z powodu pandemii COVID-19 | Odwołane z powodu pandemii COVID-19 |
| 2021 Frisco / Plano                | Kanada                              | Rosja                               | Szwecja                             |
| 2022 Landshut / Kaufbeuren         | Szwecja                             | Stany Zjednoczone                   | Finlandia                           |
| 2023 Bazylea / Porrentruy          | Stany Zjednoczone                   | Szwecja                             | Kanada                              |
| 2024 Espoo / Vantaa                | Kanada                              | Stany Zjednoczone                   | Szwecja                             |
| 2025 Frisco / Allen                | Kanada                              | Szwecja                             | Stany Zjednoczone                   |
| 2026                               |                                     |                                     |                                     |
| 2027                               |                                     |                                     |                                     |
| 2028                               |                                     |                                     |                                     |
| 2029                               |                                     |                                     |                                     |

## Mistrzostwa świata w Polsce
Dotychczas mistrzostwa świata elity w tej kategorii wiekowej nigdy nie odbyły się w Polsce. Jednak 6-krotnie Polacy organizowali mistrzostwa świata niższych dywizji (pierwszej lub drugiej):
- 2005 – MŚ Dywizji IB w Sosnowcu
- 2007 – MŚ Dywizji IB w Sanoku
- 2008 – MŚ Dywizji IA w Toruniu
- 2010 – MŚ Dywizji IB w Krynicy-Zdroju
- 2013 – MŚ Dywizji IB w Tychach
- 2024 – MŚ Dywizji IIA w Sosnowcu